# Кідін-Хутран II
Кідін-Хутран II (д/н — бл. 1235 до н. е.) — цар Аншану і Суз (Еламу) близько 1240—1235 років до н. е. Ім'я перекладається як Чари Хутрана допоможіть мені.

## Життєпис
Походив з династії Ігехалкідів. Син царя Унташ-Напіріши і вавилонської аристократки Напір-асу. Посів трон близько 1240 рок удон. е. Про його панування відомостей обмаль. Вважається на той час вже був доволі старим. Тому панував близько 5 років. Дотримувався мирних відносин з Вавилонським царством, в якому вбачав заслін від ассирійської експансії.
Йому спадкував син Напіріша-Унташ.